# Prokopov
Obec Prokopov (německy Prokopsdorf) se nachází v okrese Znojmo v Jihomoravském kraji. Žije zde 100 obyvatel.
Sousedními obcemi sídla jsou Grešlové Mýto, Jiřice u Moravských Budějovic, Hostim, Boskovštejn a Blanné.

## Historie
První písemná zmínka o obci pochází z roku 1789. Byla nazvána po svém zakladateli a tehdejším majiteli hostimského panství hraběti Prokopovi z Gatterburgu. V letech 1810–1819 byl v obci vybudován rybník. Škola byla otevřena v roce 1900 v nově postavené budově, která potřebám školství sloužila do roku 1972.

## Samospráva
Ve funkci starosty samostatné obce se v letech 1863–1945 vystřídalo 15 členů zastupitelstva, nejdéle byli ve funkci Tomáš Čech (1891–1900), Jan Novák (1912–1927) a Karel Fiala (1929–1945). Funkce starosty byla obnovena v roce 1990 a ve funkci se vystřídali Miroslav Lichovník (1990–2006) a František Kašík (od roku 2006).

## Pamětihodnosti
- Kaplička Panny Marie
- Boží muka